# Striaria eutypa
Striaria eutypa är en mångfotingart som först beskrevs av Chamberlin 1941.  Striaria eutypa ingår i släktet Striaria och familjen Striariidae. Inga underarter finns listade i Catalogue of Life.